# Даніеле Галлоппа
Даніеле Галлоппа (італ. Daniele Galloppa, нар. 15 травня 1985, Рим) — італійський футболіст, що грав на позиції півзахисника. По завершенні ігрової кар'єри — тренер.
Виступав, зокрема, за клуб «Парма», а також національну збірну Італії. Хоча його зазвичай використовували як центрального півзахисника , він також міг зіграти як лівий вінгер. Незважаючи на свої здібності та репутацію як одного з найперспективніших гравців свого покоління в італійському футболі, він протягом своєї кар'єри боровся з серйозними травмами і не зміг повністю реалізувати свій потенціал.

## Клубна кар'єра
Народився 15 травня 1985 року в місті Рим. Вихованець футбольної школи клубу «Рома», в якій навчався з семи років. 9 липня 2004 року для отримання ігрової практики Даніеле був відданий в клуб Серії Б «Трієстина», в якій провів два сезони, взявши участь у 56 матчах другого дивізіону Італії.
17 серпня 2006 року він перейшов на правах оренди в «Асколі», у складі якого дебютував у Серії А 17 вересня 2006 року в матчі проти «Мессіни», вийшовши на заміну на 27-й хвилині другого тайму замість Фабіо Пекк'ї. За пів року він провів у команді 13 матчів і 30 січня 2007 року, знову на правах оренди опинився в іншому клубі вищого дивізіону «Сієна», де і дограв сезон. 6 липня, по завершенні сезону, залишився у «Сієні» на правах співволодіння за 1,1 млн євро. Перший гол у вищому дивізіоні забив 7 жовтня 2007 року в грі проти «Емполі» (3:0). 26 червня 2008 року співволодіння було вирішено на користь тосканської команди.
26 червня 2009 року Галлоппа за 5 млн. євро перейшов на умовах співвласності у «Парму». Галлоппа швидко став основним гравцем команди і у сезоні 2009/10 років зіграв у 34 матчах чемпіонату. У червні 2010 року співволодіння гравця продовжено ще на рік. Наступний сезон був перерваний травмою передньої хрестоподібної зв’язки лівого коліна, яку він отримав у передсезонному товариському матчі проти донецького "Шахтаря" 10 серпня 2010 року, через що не грав до січня 2011 року. В результаті Галлоппа провів 11 матчів (шість з них з заміни) протягом усього сезону. Тим не менше, «Парма» вирішила викупили контракт гравця в червні 2011 року за 5 млн євро.
21 жовтня 2012 року Галлоппа ще раз травмував хрестоподібну зв’язку лівого коліна у матчі чемпіонату проти «Сампдорії», що виключило його з гри до кінця сезону. Він повернувся до гри лише влітку 2013 року, під час передсезонних зборів. Втім під час них 31 липня Галлоппа зазнав травму у товариському матчі проти «Марселя», розірвавши передню хрестоподібну зв’язку правого коліна, через яку пропустив фактично увесь сезон 2013/14, зігравши лише у останньому турі чемпіонату. У наступному сезоні Галлоппа здійснив 19 виступів за «Парму» у всіх турнірах, після чого команда була визнана банкрутом і відправлена до аматорських змагань, а Галлоппа отримав статус вільного агента. Всього Даніеле відіграв за пармську команду шість сезонів своєї ігрової кар'єри, взявши участь у 110 іграх в усіх турнірах.
8 вересня 2015 року Галлоппа  став гравцем клубу Серії Б «Модена», очолюваної Ернаном Креспо, з яким Галлоппа раніше грав у «Пармі». 7 лютого 2016 року Галлоппа зазнав ще однієї травми хрестоподібної зв’язки правого коліна у домашньому матчі проти «Чезени» (0:0), залишившись поза грою на решту сезону. Це була його четверта серйозна травма коліна за п’ять років.
Відновившись від травми, Галлоппа тренувався як вільний агент з першою командою з «Кремонезе», а у 2017 році здавався в оренду в «Каррарезе» з Леги Про, третього італійського дивізіону, де і провів свої останні 11 матчів на професіональному рівні

## Виступи за збірні
2003 року дебютував у складі юнацької збірної Італії (U-18), після чого грав за команди до 19 та 20 років.  5 червня 2005 року тренер збірної до 20 років Паоло Берреттіні включив його до заявки на молодіжний чемпіонат світу 2005 року у Нідерландах, де Галлоппа забив 2 голи, а його команда дійшла до чвертьфіналу. Загалом на юнацькому рівні взяв участь у 31 іграх, відзначившись 5 забитими голами.
Протягом 2005—2006 років залучався до складу молодіжної збірної Італії. Дебютував 7 жовтня 2005 року в матчі проти Словенії (1:0) в рамках відбору до молодіжного чемпіонату світу. Всього на молодіжному рівні зіграв у 5 офіційних матчах.
2008 року захищав кольори олімпійської збірної Італії, з якою виграв Турнір в Тулоні. У складі цієї команди провів 3 матчі.
6 червня 2009 року дебютував в офіційних іграх у складі національної збірної Італії у товариському матчі проти Північної Ірландії (3:0) в Пізі, замінивши на 74 хвилині Гаетано Д'Агостіно. 18 листопада того ж року Галлоппа зіграв свій другий і останній матч за збірну, вийшовши по перерві замість Давіде Біондіні в товариській грі проти Швеції (1:0).

## Кар'єра тренера
Він став помічником головного тренера в «Сантарканджело» наприкінці сезону 2017/18. За підсумками того сезону клуб вилетів в Серію D і 13 серпня 2018 року Галлоппа обійняв посаду головного тренера. За підсумками сезону 2018/19 команда посіла 18 місце і програвши плей-аут мала вилетіти до Еччеленци, п'ятого за рівнем дивізіону країни, втім не заявилась туди і припинила своє існування.

## Статистика виступів

### Статистика клубних виступів
| Сезон                 | Команда               | Чемпіонат             | Чемпіонат | Чемпіонат | Національний кубок | Національний кубок | Національний кубок | Континентальні кубки | Континентальні кубки | Континентальні кубки | Інші змагання | Інші змагання | Інші змагання | Усього | Усього |
| Сезон                 | Команда               | Ліга                  | Ігор      | Голів     | Ліга               | Ігор               | Голів              | Ліга                 | Ігор                 | Голів                | Ліга          | Ігор          | Голів         | Ігор   | Голів  |
| --------------------- | --------------------- | --------------------- | --------- | --------- | ------------------ | ------------------ | ------------------ | -------------------- | -------------------- | -------------------- | ------------- | ------------- | ------------- | ------ | ------ |
| 2004–05               | «Трієстина»           | B                     | 24        | 0         | КІ                 | 3                  | 0                  | -                    | -                    | -                    | -             | -             | -             | 27     | 0      |
| 2005–06               | «Трієстина»           | B                     | 32        | 1         | КІ                 | 1                  | 0                  | -                    | -                    | -                    | -             | -             | -             | 33     | 1      |
| Усього за «Трієстину» | Усього за «Трієстину» | Усього за «Трієстину» | 56        | 1         |                    | 4                  | 0                  |                      | -                    | -                    |               | -             | -             | 60     | 0      |
| 2006-січ. 2007        | «Асколі»              | A                     | 13        | 0         | КІ                 | 0                  | 0                  | -                    | -                    | -                    | -             | -             | -             | 13     | 0      |
| січ.-черв. 2007       | «Сієна»               | A                     | 10        | 0         | КІ                 | -                  | -                  | -                    | -                    | -                    | -             | -             | -             | 10     | 0      |
| 2007–08               | «Сієна»               | A                     | 30        | 2         | КІ                 | 1                  | 0                  | -                    | -                    | -                    | -             | -             | -             | 31     | 2      |
| 2008–09               | «Сієна»               | A                     | 36        | 1         | КІ                 | 1                  | 0                  | -                    | -                    | -                    | -             | -             | -             | 37     | 1      |
| Усього за «Сієну»     | Усього за «Сієну»     | Усього за «Сієну»     | 76        | 3         |                    | 2                  | 0                  |                      | -                    | -                    |               | -             | -             | 78     | 3      |
| 2009–10               | «Парма»               | A                     | 34        | 2         | КІ                 | 1                  | 0                  | -                    | -                    | -                    | -             | -             | -             | 35     | 2      |
| 2010–11               | «Парма»               | A                     | 11        | 0         | КІ                 | 1                  | 0                  | -                    | -                    | -                    | -             | -             | -             | 12     | 0      |
| 2011–12               | «Парма»               | A                     | 30        | 1         | КІ                 | 1                  | 0                  | -                    | -                    | -                    | -             | -             | -             | 31     | 1      |
| 2012–13               | «Парма»               | A                     | 12        | 1         | КІ                 | 0                  | 0                  | -                    | -                    | -                    | -             | -             | -             | 12     | 1      |
| 2013–14               | «Парма»               | A                     | 1         | 0         | КІ                 | 0                  | 0                  | -                    | -                    | -                    | -             | -             | -             | 1      | 0      |
| 2014–15               | «Парма»               | A                     | 17        | 0         | КІ                 | 2                  | 0                  | -                    | -                    | -                    | -             | -             | -             | 19     | 0      |
| Усього за «Парму»     | Усього за «Парму»     | Усього за «Парму»     | 105       | 4         |                    | 5                  | 0                  |                      | -                    | -                    |               | -             | -             | 110    | 4      |
| 2015–16               | «Модена»              | B                     | 15        | 1         | КІ                 | -                  | -                  | -                    | -                    | -                    | -             | -             | -             | 15     | 1      |
| січ.-черв. 2017       | «Каррарезе»           | ЛП                    | 11        | 0         | КІ+КІ-ЛП           | -                  | -                  | -                    | -                    | -                    | -             | -             | -             | 11     | 0      |
| Усього за кар'єру     | Усього за кар'єру     | Усього за кар'єру     | 276       | 9         |                    | 11                 | 0                  |                      | -                    | -                    |               | -             | -             | 287    | 9      |

### Статистика виступів за збірну
| Дата       | Місто  | Господарі | Результат | Гості             | Турнір           | Голи | Примітки |
| ---------- | ------ | --------- | --------- | ----------------- | ---------------- | ---- | -------- |
| 6-6-2009   | Піза   | Італія    | 3 – 0     | Північна Ірландія | товариський матч | -    | 74'      |
| 18-11-2009 | Чезена | Італія    | 1 – 0     | Швеція            | товариський матч | -    | 46' 90'  |
| Усього     |        | Матчів    | 2         |                   | Голів            | 0    |          |